# Baldinger Straße 12 (Nördlingen)

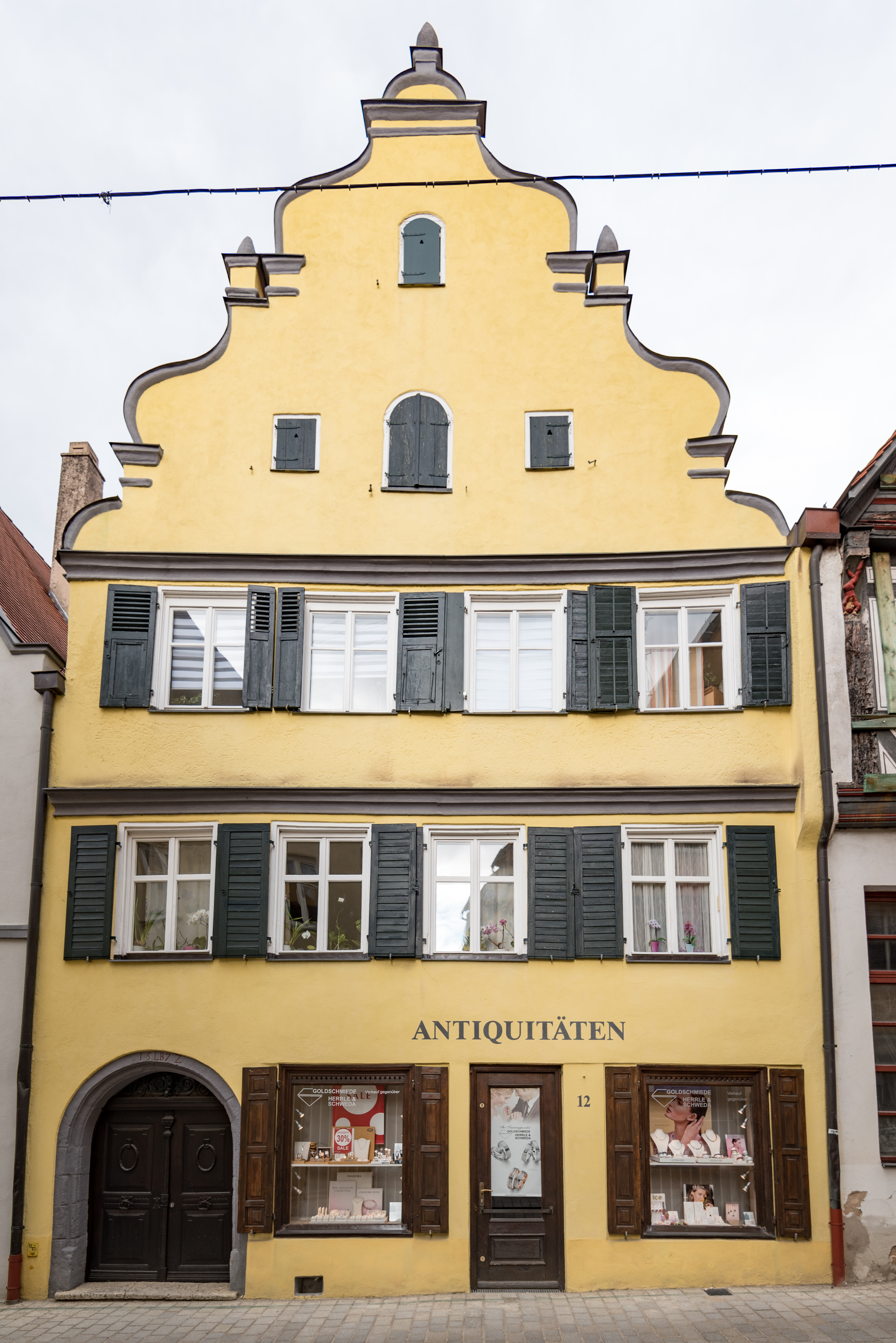
Fachwerkhaus Baldinger Straße 12 in Nördlingen

Das Gebäude Baldinger Straße 12 in Nördlingen, einer Stadt im schwäbischen Landkreis Donau-Ries in Bayern, wurde 1572 für einen Gerber errichtet. Das im Kern teilweise aus einer Fachwerkkonstruktion bestehende Haus ist ein geschütztes Baudenkmal.
Das Wohn- und Geschäftshaus ist ein dreigeschossiger Schweifgiebelbau mit Satteldach und pinienförmigen Aufsätzen. Das Rundbogenportal mi profiliertem Suevithaustein-Gewände ist mit der Jahreszahl 1572 bezeichnet. Der Ziergiebel stammt von einem Umbau im frühen 18. Jahrhundert.
Die geschnitzte Doppeltür ist klassizistisch und wurde  um 1780/90 geschaffen.
Bei der Renovierung im Jahr 1984 wurden unter den modernen Oberflächen in den Wohnräumen historische Raumgestaltungen freigelegt.